# Callejón
Pour les articles homonymes, voir Callejon.

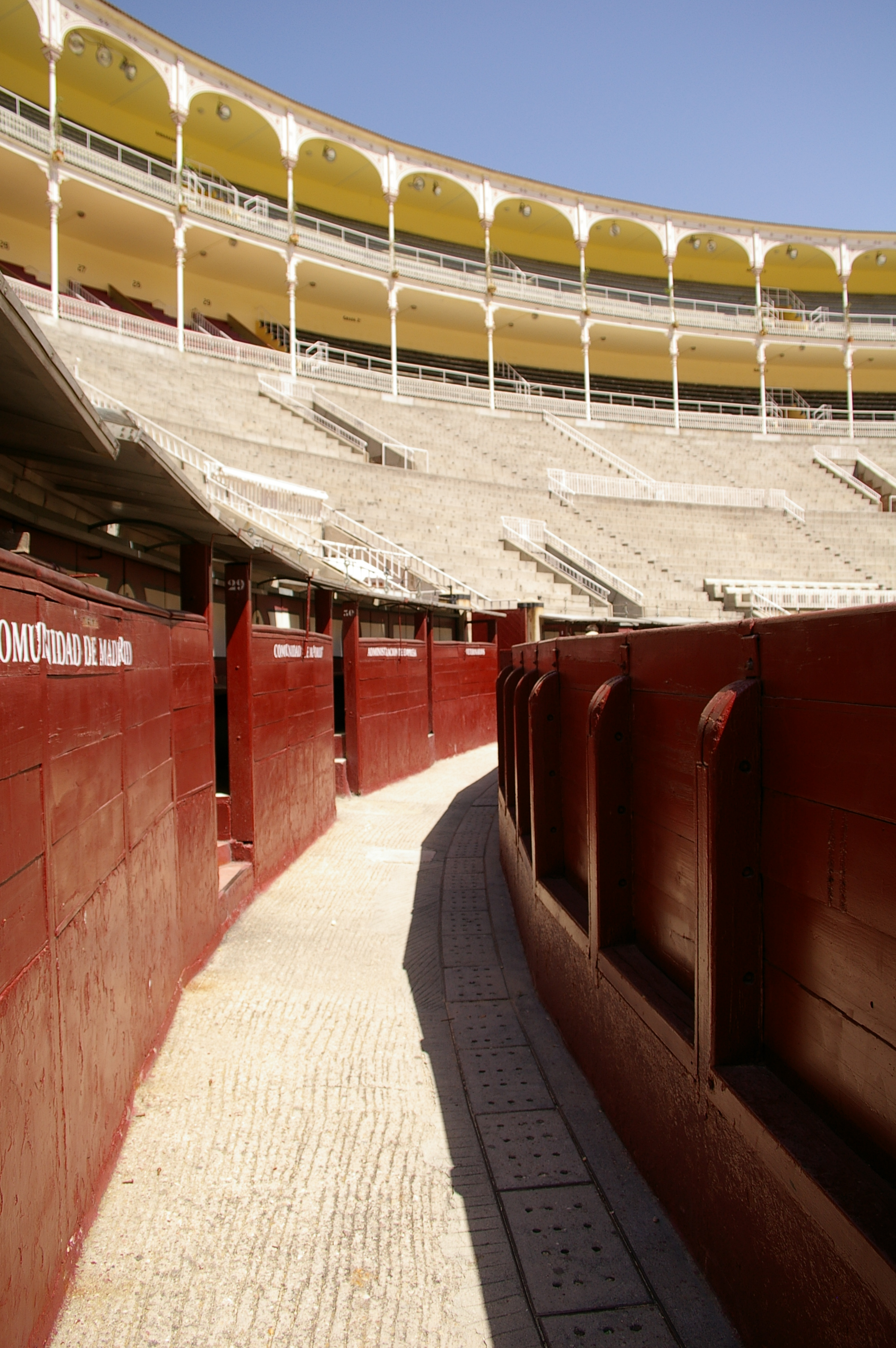
Callejón des arènes Las Ventas de Madrid, en Espagne.

Le callejón désigne le couloir circulaire séparant la barrière des gradins dans une arène.

## Description
Le callejón sert de desserte et voie de circulation autour de la piste (ruedo). Elle est utilisée par les employés des arènes, les toreros et les photographes. Son accès n'est pas permis aux spectateurs. Le callejón peut servir d'abris aux toreros en cas de charge incontrôlée du taureau. Si le burladero n'est pas facilement accessible, ces derniers peuvent sauter dans le callejón par-dessus la barrière. La barrière (barrera) est la ceinture de bois qui sépare la piste du callejón. Le terme désigne aussi le premier rang des gradins.
En France, les dispositions concernant le callejón sont contenues dans l'article 32 du Règlement de l'Union des villes taurines françaises.